# Кабылдин, Каиргельды Максутович
Каиргельды Максутович Кабылдин - Заместитель Генерального директора по связям с Правительством РК АО "Каспийский Трубопроводный Консорциум-К"

## Биография
Родился 1 января 1953 года в Павлодарской области.
В 1975 году окончил Казахский политехнический институт им В.И.Ленина по специальности инженер-системотехник, является Кандидатом технических наук.
В 1975-77 годы после окончания института служит в Советской Армии, имеет звание старший лейтенант-инженер.
В 1977 -1982 годах, работал инженером-наладчиком участка Министерства нефтяной промышленности СССР и инженером Павлодарского районного нефтепроводного управления Производственного объединения «Транссиб».
В 1982 -1986 годы - начальник перекачивающей станции Павлодар магистрального нефтепровода Павлодар-Шымкент.
В 1986-1989 годы - Председатель Комитета профсоюза работников нефтяной и газовой промышленности.
В 1989-1993 годы - начальник отдела механизации и автоматизации, заместитель генерального директора Производственного объединения "Магистральные нефтепроводы Казахстана и Средней Азии" 
В 1993-1994 годы - начальник управления комплексного развития транспорта Министерства энергетики и топливных ресурсов Республики Казахстан
С 1994 по 1997 годы — начальник отдела развития трубопроводного транспорта и развития производственной инфраструктуры Министерства нефтяной и газовой промышленности Республики Казахстан.
С 1997 по март 2002 года — Вице-президент Национальной Компании по транспортировке нефти ЗАО «КазТрансОйл», первый вице-президент ЗАО Национальная Компания "Транспорт нефти  газа" .
С апреля 2003 по сентябрь 2007 года — Управляющий директор, вице-президент по вопросам транспортировки нефти и газа, сервисным проектам АО "НК «КазМунайГаз». 
С сентября 2007 по август 2008 год - Заместитель Председателя Правления АО "Казахстанский холдинг по управлению государственными активами "Самрук" 
С августа 2008 по 2011 год  - Президент АО "Национальная Компания "КазМунайГаз"
С октября 2011 по декабрь 2015 года - Генеральный директор АО "КазТрансОйл" 
С  26 февраля 2016 года работает Заместителем Генерального директора по связям с Правительством РК АО "Каспийский Трубопроводный Консорциум" 

## Семья
Супруга – Кундыбаева Галия Зикенкызы (1955 г.р.), дети – Мадина (1980 г.р.), Хаким (1978 г.р.).

## Государственные и международные награды, премии, почетные звания
- Орден «Курмет» (1999)
- Орден Парасат (2011)[1]
- Орден «Барыс» ІІІ степени из рук президента (2017)[2][3]
- Орден «Барыс» ІІ степени (2021)
- Медали Республики Казахстан
- Почётный нефтяник Российской Федерации (2001)
- Почётный гражданин Павлодарской области (2013)
- Почетный Профессор Евразийского Клуба Ученых
- Академик Международной Инженерной Академии